# Брайтенбрунн (Саксонія)
Брайтенбрунн (нім. Breitenbrunn) — громада в Німеччині, розташована в землі Саксонія на кордоні з Чехією. Входить до складу району Рудні Гори.
Площа — 60,02 км2. Населення становить 5157 ос. (станом на 31 грудня 2020).